# 半截店牧场
半截店牧场是中国内蒙古自治区通辽市科尔沁区下辖的一个类似乡级单位。

## 行政区划
半截店牧场共辖以下地区：虚拟牧场场部。